# Alcongosta
Alcongosta est un village portugais de la municipalité de Fundão. Sa surface est de 7,31 km2. En 2011, la population s'élèvait à 497 habitants, soit une densité de population de 68 hab/km2.
Cette localité est surnommée le « Village des cerises » et se situe sur le flanc de la montagne serra da Gardunha.

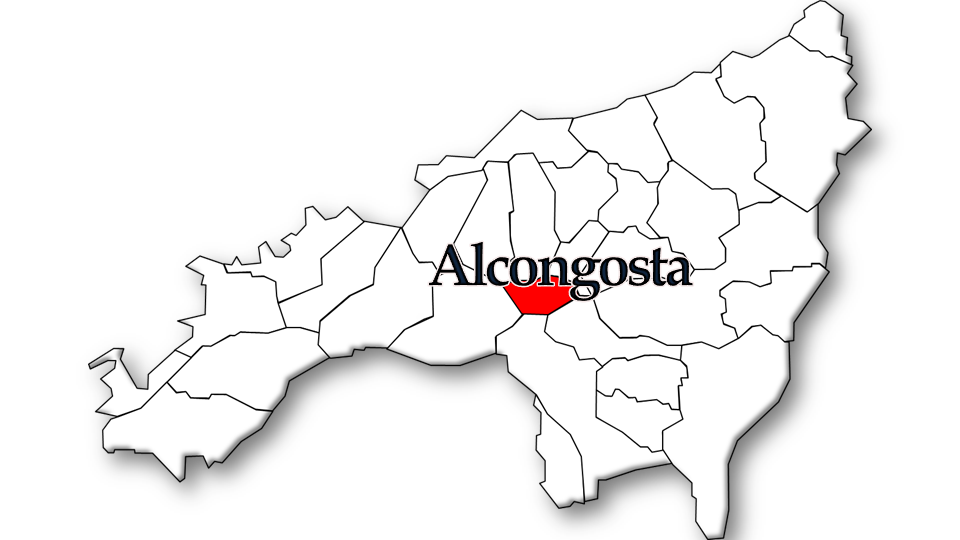
Localisation dans la municipalité de Fundão

## Démographie

### Évolution de la population

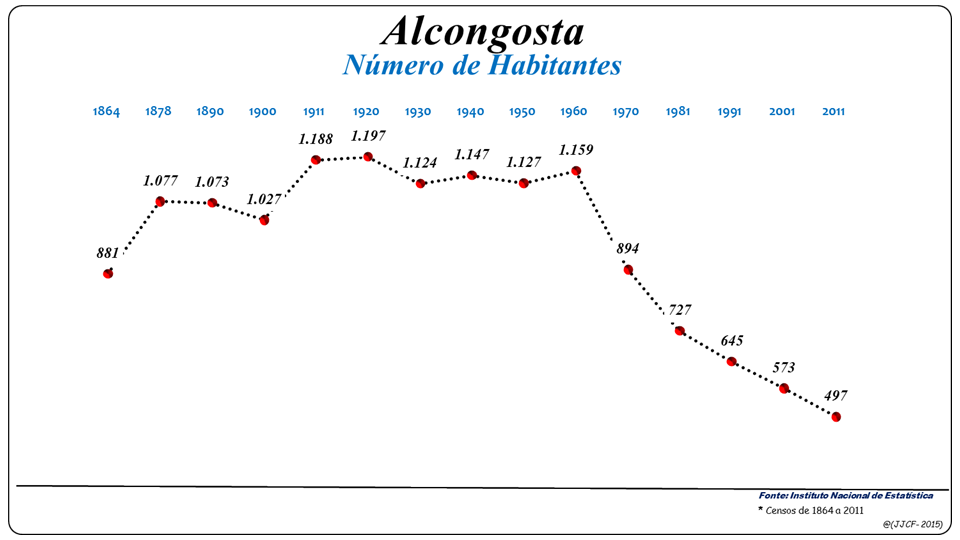
Nombre d'habitants de 1864 à 2011
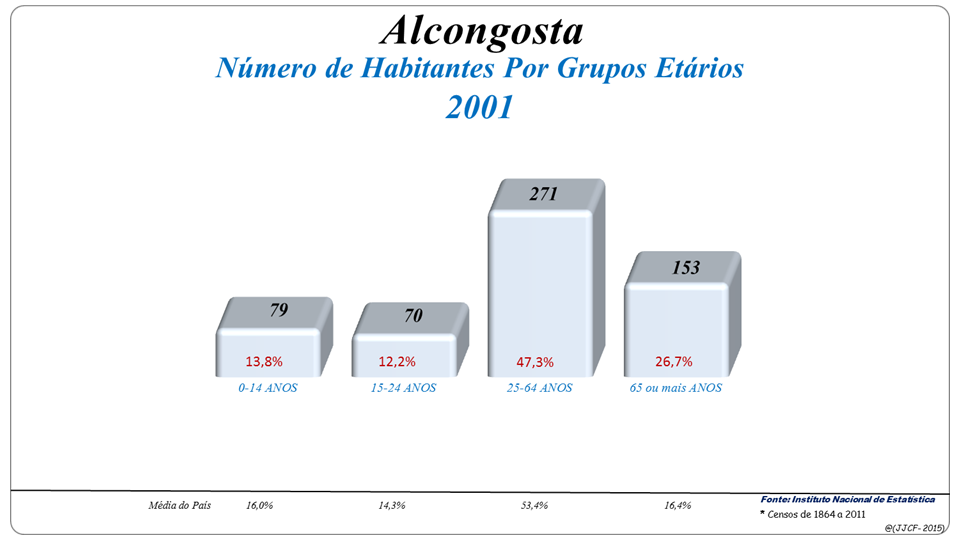
Répartition des âges en 2001
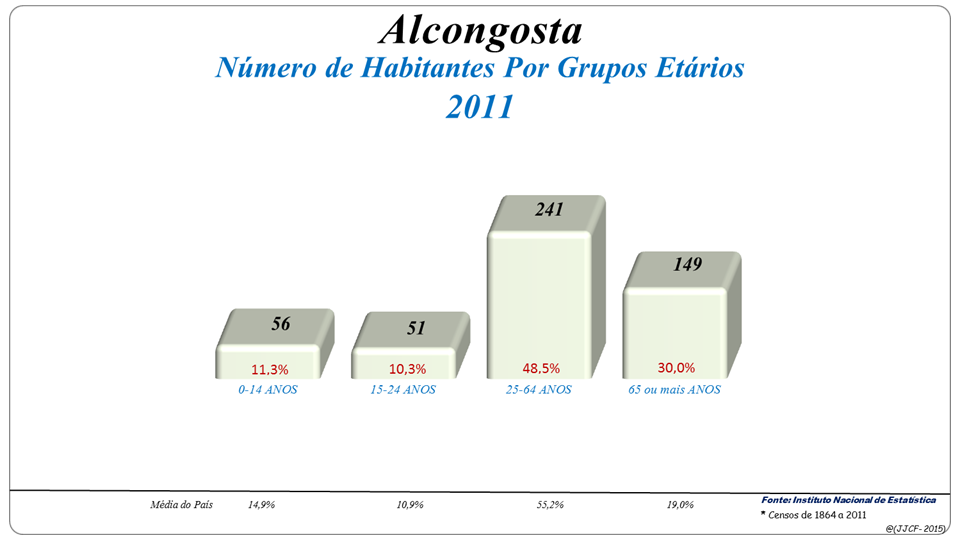
Répartition des âges en 2011